# 10762 von Laue
10762 von Laue este un asteroid din centura principală de asteroizi.

## Descriere
10762 von Laue este un asteroid din centura principală de asteroizi. A fost descoperit pe 12 octombrie 1990 la Tautenburg de Freimut Börngen și Lutz Dieter Schmadel. Asteroidul prezintă o orbită caracterizată de o semiaxă mare de 3,03 ua, o excentricitate de 0,10 și o înclinație de 1,4° în raport cu ecliptica.